# Zipeg
Zipeg은 Zip, RAR, 7z 같은 압축 포맷에서 파일을 추출하는 오픈 소스 자유 압축 소프트웨어이다.

## 같이 보기
- 데이터 압축